# The Family (realityserie)
The Family is een realityserie uit 1974, geproduceerd door Paul Watson, over het alledaagse leven van het gezin Wilkins uit Reading, toentertijd een stad van 132.000 inwoners.
Regisseurs waren Paul Watson en Franc Roddam. Na het Amerikaanse An American Family uit 1973 geldt dit als 's werelds eerste realityserie. In 1974 werden 12 afleveringen gemaakt, waarin het reilen en zeilen van de familie Wilkins op de voet gevolgd werd, zonder onderscheid te maken in de soorten conversaties die gevoerd werden of de omstandigheden waarin het gezin vertoefde. Het doel was het registreren van het alledaagse bestaan van de leden van een Brits doorsneegezin, met al hun ruzies, persoonlijke perikelen en vrijerijen. The Family volgde de Wilkins gedurende ongeveer een jaar en geeft zodoende een beeld van het leven in een gemiddelde Britse stad in de vroege jaren 70, ten tijde van het kabinet van Edward Heath. In de eerste aflevering overlegt Paul Watson met het gezin omtrent hun verwachtingen en vraagt of ze bezwaren hebben. Margaret Wilkins verklaart dat ze willen tonen hoe het leven echt is, in tegenstelling tot het kunstmatige leven van soapseries. Vervolgens worden de banale beslommeringen van de familie Wilkins gedetailleerd gevolgd.
Toentertijd waren er sommigen die protesteerden omdat ze The Family vulgair vonden, onder wie Mary Whitehouse. Het programma wilde realistisch zijn en hield geen rekening met gevoeligheden. Het feit dat Marian en Tom samenwoonden maar niet getrouwd waren, was anno 1974 nog niet evident. Margaret had tevens een kind van een andere man dan haar echtgenoot: dit was eveneens controversieel. Ook dochter Heather, die als kapster werkte, kreeg met racisme te maken omdat ze op zwarte mannen viel.
In 1984 werd nog een extra aflevering 'tien jaar later' gemaakt, waarin bleek dat Margaret en Terry sedert 1978 gescheiden waren, en dat Marian en Tom eveneens uit elkaar waren.

## Verloop
De serie draait om grofweg drie onderwerpen:
- In 1974 wonen Margaret en Terry samen in een klein appartementje boven een groentewinkel in Reading. Bij hen wonen hun dochter Marian, hun zoon Christopher, hun zoon Gary, hun dochter Heather, Marians verloofde Tom, Garys vrouw Karen en hun gezamenlijke zoontje Scott. Ze kampen met plaatsgebrek en moeten de keuken als badkamer gebruiken. Gary en Karen hebben een aanvraag voor council housing ingediend: sociale huisvesting door de gemeente. In 1974 verliep dit met een puntensysteem waarbij men moest bewijzen dat men in aanmerking kwam. Een inspectrice komt hen bezoeken. Uiteindelijk krijgen ze hun eigen appartement, waarin Karen zich eenzaam voelt.
- Margaret zet Tom onder druk om haar dochter Marian te huwen, die slechts negentien jaar oud is. Dit huwelijk wordt aan het eind van de reeks voltrokken, en tegen die tijd heeft The Family reeds een dermate groot publiek gewonnen dat kijklustigen het pasgetrouwde koppel op straat lastigvallen, zoals men in de twaalfde aflevering kan zien.
- De familie Wilkins gaat op reis naar Spanje. Karen en Gary blijven thuis, maar Heathers vriend Melvin gaat mee. Ze bezoeken een stierengevecht en drinken veel alcohol.

## Personen
- Margaret is de moeder van het gezin, in 1974 negenendertig jaar oud en reeds tweeëntwintig jaar met Terry gehuwd. Ze werkt als groenteverkoopster in de winkel onder hun woning. Zij werd als bazig gezien; ze vertelde Karen dat ze haar niet voor eeuwig in het huis wilde hebben, en spoorde haar dochter Marian aan om Tom tot een huwelijk te dwingen. In een van de afleveringen blijkt dat ze, als groenteverkoopster, nog nooit een aubergine heeft gegeten. Margaret scheidde in 1978 van Terry en veranderde haar naam in Margaret Sainsbury. Zij overleed in 2008.[2]
- Terry is de vader, is eveneens negenendertig. Hij werkt als busconducteur. Hij had een onderdanig en zwak imago, maar was wel hulpvaardig. Hij hielp Karen met de inrichting van haar appartement. Hij had in het huis een grote volière met talloze vogels. Christopher was niet zijn biologische zoon, maar hij heeft hem geadopteerd.
- Marian is de negentienjarige dochter van Terry en Margaret. Ze werkt als manager van een kapsalon. Zij heeft in de reeks reeds drie jaar een relatie met Tom, die bij haar inwoont (hetgeen anno 1974 controversieel was). Aan het eind van de reeks huwt ze met hem.
- Gary is de zoon, in 1974 achttien jaar oud. Hij was op zestienjarige leeftijd met de zwangere Karen gehuwd en woonde in het begin van de reeks, tezamen met haar, nog bij zijn ouders in. Hij is een nonchalante man die zich weinig van de huishoudelijke taken aantrekt. In de extra aflevering uit 1984 blijkt hij echter verantwoordelijker te zijn geworden. Zijn en Karens zoontje heet Scott. Hij werkt anno 1974, net zoals zijn vader, als busconducteur.
- Tom Burns is afkomstig uit Sheffield en de verloofde van Marian. Tijdens de reeks wordt hij frequent al drinkend getoond. Door Margaret wordt hij onder druk gezet om met Marian te trouwen, maar zij is pas negentien, en dat vindt hij nog wat jong, om welke reden hij weifelt. Ze trouwen uiteindelijk aan het eind van de reeks, maar in 1984 zijn ze uit elkaar.
- Christopher is de negen jaar oude zoon. Hij gaat anno 1974 naar de lagere school. In de loop van de reeks komt hij aan de weet dat Terry niet zijn biologische vader is en moet hierover huilen. Dit lokte toentertijd enig protest van verontwaardigde kijkers uit.
- Heather was in 1974 vijftien jaar oud en ging tegen haar zin nog naar school. Ze bezocht een studieadviseur en wilde graag kapster worden, hetgeen haar tien jaar later ook gelukt bleek te zijn. Haar partner anno 1974 was Melvin, een zwarte jongen: dit was controversieel.
- Karen is de achttienjarige vrouw van Gary, die bij het gezin Wilkins inwoont. Met Gary heeft ze het zoontje Scott. In de loop van de reeks krijgt ze een appartement van de gemeente, waar ze zich eenzaam voelt, want Gary is meestal uithuizig. Heather is haar niet toegenegen. Karen is stil en lijdzaam; in de aflevering uit 1984 blijkt ze echter veel assertiever geworden.

## Muziek
De begin- en eindgeneriek van The Family bestaat uit een compositie van Dave Brooks voor fluit en gitaar, met een stem die enkel ‘a’ zingt.